# Nuillé-sur-Vicoin
Nuillé-sur-Vicoin és un municipi francès situat al departament de Mayenne i a la regió de País del Loira. L'any 2007 tenia 1.200 habitants.

## Demografia

### Població
El 2007 la població de fet de Nuillé-sur-Vicoin era de 1.200 persones. Hi havia 434 famílies de les quals 102 eren unipersonals (57 homes vivint sols i 45 dones vivint soles), 126 parelles sense fills, 178 parelles amb fills i 28 famílies monoparentals amb fills.
La població ha evolucionat segons el següent gràfic:
Habitants censats

### Habitatges
El 2007 hi havia 500 habitatges, 455 eren l'habitatge principal de la família, 14 eren segones residències i 31 estaven desocupats. 460 eren cases i 40 eren apartaments. Dels 455 habitatges principals, 316 estaven ocupats pels seus propietaris i 139 estaven llogats i ocupats pels llogaters; 5 tenien una cambra, 23 en tenien dues, 55 en tenien tres, 126 en tenien quatre i 246 en tenien cinc o més. 333 habitatges disposaven pel capbaix d'una plaça de pàrquing. A 164 habitatges hi havia un automòbil i a 240 n'hi havia dos o més.

### Piràmide de població
La piràmide de població per edats i sexe el 2009 era:
| Homes | Edats   | Dones |
| ----- | ------- | ----- |
| 0     | 95 o +  | 0     |
| 0     | 90 a 94 | 4     |
| 0     | 85 a 89 | 0     |
| 0     | 80 a 84 | 4     |
| 24    | 75 a 79 | 12    |
| 20    | 70 a 74 | 28    |
| 12    | 65 a 69 | 32    |
| 12    | 60 a 64 | 12    |
| 48    | 55 a 59 | 8     |
| 16    | 50 a 54 | 36    |
| 44    | 45 a 49 | 36    |
| 64    | 40 a 44 | 32    |
| 48    | 35 a 39 | 40    |
| 48    | 30 a 34 | 44    |
| 52    | 25 a 29 | 36    |
| 56    | 20 a 24 | 20    |
| 28    | 15 a 19 | 32    |
| 20    | 10 a 14 | 40    |
| 48    | 5 a 9   | 24    |
| 36    | 0 a 4   | 48    |

## Economia
El 2007 la població en edat de treballar era de 798 persones, 652 eren actives i 146 eren inactives. De les 652 persones actives 623 estaven ocupades (341 homes i 282 dones) i 28 estaven aturades (11 homes i 17 dones). De les 146 persones inactives 48 estaven jubilades, 58 estaven estudiant i 40 estaven classificades com a «altres inactius».

### Ingressos
El 2009 a Nuillé-sur-Vicoin hi havia 462 unitats fiscals que integraven 1.223 persones, la mediana anual d'ingressos fiscals per persona era de 17.863 €.

### Activitats econòmiques
Dels 31  establiments que hi havia el 2007, 2 eren d'empreses alimentàries, 3 d'empreses de fabricació d'altres productes industrials, 6 d'empreses de construcció, 7 d'empreses de comerç i reparació d'automòbils, 1 d'una empresa d'hostatgeria i restauració, 1 d'una empresa d'informació i comunicació, 1 d'una empresa immobiliària, 2 d'empreses de serveis, 5 d'entitats de l'administració pública i 3 d'empreses classificades com a «altres activitats de serveis».
Dels 10 establiments de servei als particulars que hi havia el 2009, 3 eren tallers de reparació d'automòbils i de material agrícola, 1 paleta, 4 lampisteries i 2 perruqueries.
Els 2 establiments comercials que hi havia el 2009 eren fleques.
L'any 2000 a Nuillé-sur-Vicoin hi havia 47 explotacions agrícoles que ocupaven un total de 1.518 hectàrees.

## Equipaments sanitaris i escolars
L'únic equipament sanitari que hi havia el 2009 era una ambulància.
El 2009 hi havia 2 escoles elementals.

## Poblacions més properes
El següent diagrama mostra les poblacions més properes.